# Saint-Quentin-de-Caplong
För andra betydelser, se Saint-Quentin (olika betydelser).
Saint-Quentin-de-Caplong är en kommun i departementet Gironde i regionen Nouvelle-Aquitaine i sydvästra Frankrike. Kommunen ligger i kantonen Sainte-Foy-la-Grande som tillhör arrondissementet Libourne. År 2022 hade Saint-Quentin-de-Caplong 256 invånare.

## Befolkningsutveckling
Antalet invånare i kommunen Saint-Quentin-de-Caplong
Referens:INSEE